# Sium
Sium es un género de plantas de la familia de las apiáceas. Comprende 137 especies descritas y de estas, solo 7 aceptadas.

## Taxonomía
El género fue descrito por Constantine Samuel Rafinesque y publicado en Species Plantarum 1: 251–252. 1753. La especie tipo es: Sium latifolium L.	

## Especies
A continuación se brinda un listado de las especies del género Sium aceptadas hasta septiembre de 2012, ordenadas alfabéticamente. Para cada una se indica el nombre binomial seguido del autor, abreviado según las convenciones y usos.
- Sium frigidum Hand.-Mazz.
- Sium latifolium L.
- Sium medium Fisch. & C.A. Mey.
- Sium ninsi Thunb - ninsi de China[3]
- Sium repandum Welw. ex Hiern
- Sium sisarum L.
- Sium suave Walter